# 岡千秋
岡千秋（おか ちあき、1950年12月7日 - ）は、岡山県和気郡日生町（現・備前市）鴻島出身の作曲家・演歌歌手。現・日本作曲家協会副会長、JASRAC理事。元・日本大衆音楽文化協会理事。

## 来歴
中学卒業後に歌手を目指して大阪へ出て、働きながら歌謡教室に通う。17歳で上京し、三代目広沢虎造の鞄持ちになる。錦糸町でキャバレーのボーイ兼歌手をしながら、牧野昭一のレッスンを受けるが、結果的に歌手を断念。久仁京介の誘いにより、作曲家に転向。アルバイトをしながら、夜はジャズバーでピアニストとして働き、フランク永井やマーサ三宅と知り合う。
1970年に日吉ミミ「男と女のお話」のB面「むらさきの慕情」で作曲家デビューを果たすと、1983年には都はるみとのデュエット「浪花恋しぐれ」で、歌手として第25回日本レコード大賞特別金賞・日本有線放送大賞・全日本有線放送大賞などを受賞。1984年には五木ひろし「長良川艶歌」で第26回日本レコード大賞大賞、第15回日本歌謡大賞などを受賞。2000年には第42回日本レコード大賞で吉田正賞を受賞。
マッシュルームカットと髭がトレードマークで、歌手としては独特の低いダミ声が特徴。
故郷の備前にある加子浦歴史文化館には、岡の資料を展示しているコーナーがある。2024年には備前市の市歌「備前だより」を作曲した。

## 主な作品

### あ行
- 石川さゆり

「波止場しぐれ」
「うたかた」
「大阪のおんな」
- 石原詢子

「夕霧海峡」
「おんなの涙」
「浜唄」
「ふたり川」
「遥かな道」
「通り雨」
- 五木ひろし

「ふたりの夜明け」
「長良川艶歌」
「夢しずく」
「浪花物語」(中村美律子とデュエット)
- 岩本公水

「千年桜」
- 上杉香緒里

「寒牡丹」
「紅水仙」
「おけさ海峡」
「裏町ぐらし」
- 大城バネサ

「長良川悲恋」
「二人三脚」(岡千秋とデュエット)
- 大月みやこ

「恋文の宿」
「涙川」

### か行
- 春日八郎

「天下泰平」
- 角川博

「夢情話」
「女のきもち」
「女のしあわせ」
- 金田たつえ

「夫婦酒」
- 佳山明生

「テネシーワルツを聴きながら」
- 川中美幸

「瀬戸の恋歌」
- 北見恭子

「紅の舟唄」
- キム・ヨンジャ

「愛の伝説」
「哀恋歌」
- 小林幸子

「雨月伝説」

### さ行
- 坂本冬美

「ふたり咲き」
「男侠」
「気まぐれ道中」
「陽は昇る」
- 桜井けい

「ありがとう あなたに」
- さくらまや

「大漁まつり」
「ノラ猫三度笠」
「スカイツリーは雲の上」
「かもめ橋から」
- 島津亜矢

「独楽」
「心」
「道」
- 島津悦子

「あずさ川」
- 城之内早苗

「酔月夜」
- 神野美伽

「あかね雲」
「浮雲ふたり」
「命の恋」
- しんや修一

「女房」
「遠まわり」

### た行
- 高城靖雄

「男龍」
- 鳥羽一郎

「来島海峡」
- 天童よしみ

「俺のみちづれ」
「蝶柳ものがたり」
「母恋鴉」
「一声一代」
- 戸子台ふみや

「泥酔い酒」
「そんな…ススキノ六丁目」

### な行
- 永井みゆき

「大阪やどり」
- 永井裕子

「玄海 恋太鼓」
「女坂から男坂」
「そして･･･雪の中」
「刈干キリキリ」
「そして･･･湯の宿」
「帰ろうか」
- なでしこ姉妹（永井裕子&井上由美子）

「東京赤とんぼ」
「恋々酒場」
- 中西りえ

「待宵橋恋唄」
「土佐っぽ カツオ船」
「純情一本気」
「おんな花火師 花舞台」
- 中村美律子

「河内おとこ節」
「酒場ひとり」
「河内酒」
「人生一度」
「だんじり」
「浪花物語」(五木ひろしとデュエット)
- 長山洋子

「さだめ雪」
- 西方裕之

「湯けむりの宿」
- 西方裕之&永井裕子

「渡し舟」
「ふたりの絆川」
- 野中さおり

「備前だより」

### は行
- 原田悠里

「津軽の花」
- 氷川きよし

「千秋万歳」
- 藤圭子

「さすらい花」
「裏町流し唄」
「聞いて下さい私の人生(補作曲)」
「わくらばの宿」

### ま行
松原みほ
「枯葉の涙」
「東京シャボン玉」
- 真木ことみ

「紅つばき」
- 松平健＆日野美歌

「ドスコイ人生」
- 松原のぶえ

「男なら」
「演歌みち」
- 三笠優子

「人生」
「送り酒」
- 美空ひばり

「恋港」
「美幌峠」
「NANGIやね・さんさ恋時雨」
- 三船和子

「だんな様」
- 都はるみ

「ふたりの夫婦星」
- 村田英雄

「夫婦酒」

### や行
- 山田太郎

「おっかさん」
「以心伝心」
「やっと咲いたよなぁ」(山田太郎デビュー55周年記念曲)
- 山本譲二

「時は流れても」
- 横内じゅん

「絆道」

## 出演

### テレビ
- カラオケ1ばん（テレ玉）審査員
- 千葉テレビカラオケ大賞（チバテレ）審査員
- 群馬テレビカラオケ大賞（群馬テレビ）審査員
- ラジかるッ「ウエスポーン!崖っぷち歌合戦”（上半期）ウエスポーン!女ののど自慢”（下半期）」（日本テレビ、2007年4月13日 - 2008年3月28日）審査員
- 第34回NHK紅白歌合戦　都はるみと「浪花恋しぐれ」

### CM
- セレモアつくば（2011年 - 本人出演）